# Kunó (település)
Kunó (szlovákul: Kunov) Szenice városrésze, egykor önálló község Szlovákiában, a Nagyszombati kerület Szenicei járásában.

## Fekvése
Szenice központjától 3 km-re északkeletre fekszik.

## Története
Vályi András szerint "KUNO. Kunov. Tót falu Nyitra Várm. földes Urai B. Jeszenák, és több Uraságok, lakosai katolikusok, fekszik Szénásfalunak szomszédságában, mellynek filiája, határja ollyas mint Ripkének."
Fényes Elek szerint "Kunóv, Nyitra m. tót falu, Szénásfalu mellett: 115 kath., 295 evang., 35 zsidó lak. A berencsi uradalomhoz tartozik."
Nyitra vármegye monográfiája szerint "Kuno, tót falu, Szenicz közelében, 463 túlnyomóan ág. evangelikus, r. kath. 93 és kevés izraelita vallásu lakossal. Postája, távirója és vasúti állomása Szenicz. A község a XV. század közepén még Berencs vár tartozéka volt, később pedig a Petyko család lett földesura."
1910-ben 474, túlnyomórészt szlovák lakosa volt. 1920-ig Nyitra vármegye Szenicei járásához tartozott.

## Nevezetességei
A kunói víztározó Szenice üdülőterülete, 250 m hosszú homokstrand és füves terület övezi. Kiválóan alkalmas a horgászáshoz, úszáshoz, csónakázáshoz.

## Külső hivatkozások
- Szenice város hivatalos honlapja
- E-obce.sk[halott link]
- Községinfó
- Kunó Szlovákia térképén
- A Slovakia travel honlapja